# RöFo

Erstausgabe 1897

RöFo: Fortschritte auf dem Gebiet der Röntgenstrahlen und der bildgebenden Verfahren, kurz RöFo, ist die älteste deutsche Fachzeitschrift für medizinische Radiologie.

## Geschichte und Inhalt
Die Zeitschrift wurde 1897 unter dem Namen Fortschritte auf dem Gebiete der Röntgenstrahlen von Heinrich Albers-Schönberg und Georg Deycke gegründet. Zu Beginn erhielten die Abonnenten neben der eigentlichen Zeitschrift in unregelmäßigen Abständen gesonderte Bildbände sowie Beihefte (Röntgen-Praxis. Diagnostik, Röntgen-, Radium-, Lichttherapie) und Sonderbände zu Tagungen und mit den Protokollen der Röntgengesellschaft. 1949 wurde die Zeitschrift vereinheitlicht und zu Fortschritte auf dem Gebiete der Röntgenstrahlen vereinigt mit Röntgenpraxis umbenannt, 1956 zu Fortschritte auf dem Gebiete der Röntgenstrahlen und der Nuklearmedizin sowie 1975 zur heutigen Bezeichnung.
Die Zeitschrift erschien bei Gräfe & Sillem (Hamburg), ab Band 34 (1926) bei Thieme (Leipzig, seit 1971 Stuttgart).
Die RöFo erscheint monatlich und veröffentlicht Originalarbeiten und Übersichtsartikel. Zudem ist sie Verbandsorgan der deutschen und (seit 1976) der österreichischen Röntgengesellschaften. Jährlich gibt es einen Sonderband zum Deutschen Röntgenkongress. Die Drucklauflage im Jahr 2009 wird mit 7430 Stück angegeben. 
Im Jahr 2009 kostete das Jahresabonnement 499 Euro. 2024 lag der Jahresbezugspreis (12 Ausgaben im Jahr) bereits bei 1069 Euro.